# Setiamulya (Tamansari)
Setiamulya is een bestuurslaag in het regentschap Kota Tasikmalaya van de provincie West-Java, Indonesië. Setiamulya telt 6409 inwoners (volkstelling 2010).